# 杨树垱水库
杨树垱水库是中国湖北省荆门市沙洋县境内的一座水库，位于长湖支流鲍河上，建于1973年。水库正常库容为1350万立方米，集雨面积为44.2平方千米，海拔为77.4米。